# Креда
Креда је меки, бели, порозан облик кречњака који се састоји од минерала калцита. Такође је и седиментна стена. Релативно је отпорна на ерозију.
Креда је настала акумулацијом скелета морских микроорганизама (коколита) у истоименој геолошкој епохи, која је по њој добила име. 

## Употреба
Чиста креда се традиционално користи као материјал за писање (школске табле, кројачке радионице), иако се данас чешће користе замене (гипс, талк). За сликање се може користити чиста или креда помешана са мастима (масне бојице). Ради сигурнијег ударца или хвата, креда се користи у билијару, гимнастици, дизању тегова, бацачким атлетским дисциплинама, алпинизму итд. 
Креда се некад додаје киселом земљишту да би побољшала његов квалитет. 